# Марі Юнґстедт
Ке́рстін Марі́ Ю́нґстедт (швед. Kerstin Mari Jungstedt; нар. 31 жовтня 1962, Стокгольм) — шведська письменниця і журналістка. Широкому загалу відома передусім як авторка детективів, головним героєм яких виступає стокгольмський комісар поліції Андерс Кнутас. Одна з найуспішніших і найбагатших літераторів Швеції.

## Біографічні дані
Марі Юнґстедт народилася 31 жовтня 1962 року у Стокгольмі, в сім'ї інженера-електроніка Рікарда Юнґстедта (1937—1989) і завідуючої господарством у школі Керстін Шельдборг (* 1940). Має брата Боссе (* 1959) і сестру Еву (* 1961). Марі виросла в Уппландс-Бру (комуна). Її батько був алкоголік. 1972 року мати розлучилася з ним і після цього мешкала з трьома дітьми в Кунґсенґені, Вікше та Шелбю. Родина жила бідно. Закінчивши школу, Марі спершу вивчала економіку в Упсальському університеті, тоді вступила до Вищої педагогічної школи у Стокгольмі й, не закінчивши її, здобула професію гіда у Стокгольмі та Упсалі. Опанувала англійську та іспанську мови. Працювала вчителькою й гідом, провадила екскурсії латиноамериканців у Швеції, Норвегії, Данії, Фінляндії й Радянському Союзі. Майже два роки провела у США. Влаштувалася на роботу офіціантки у джаз-клубі, а перед тим коротко була моделлю. Проживала в Мауї на Гаваях — півроку, у штатах Флорида й Каліфорнії, а найдовше в Нью-Йорку. Певний час мешкала у Франції та на Мадейрі, де, відповідно, працювала на плантаціях збирачкою винограду й агентом у торгівлі нерухомістю.
У 1990—1993 роках Марі Юнґстедт навчалась у Сундсвалльській вищій школі журналістики, де познайомилася з журналістом Сеннетом Ніклассоном. 1998 року вийшла за нього заміж. У подружжя двоє дітей — Ребека Марі Юнґстедт (* 1992) і Себастьян Сеннет Юнґстедт (* 1993). У жовтні 2012 року Сеннет Ніклассон і Марі Юнґстедт розлучилися.
У 1993-му Марі Юнґстедт влаштувалася працювати журналісткою на Шведському радіо, а також на Шведському телебаченні, де вела, відповідно, рубрику «Відлуння дня» (швед. Dagens Eko) і регіональну програму новин «Нове ABC» (ABC-nytt). Вона також працювала на шведському каналі TV4, у програмі Förkväll.
2003 року вона дебютувала як письменниця, видавши роман «Той, кого не бачиш», у якому йдеться про серійні вбивства на острові Ґотланд. У її наступних книжках виступають ті самі персонажі, що й у першій, — інспектор Андерс Кнутас і журналіст Юган Берг. Дія відбувається переважно в Стокгольмі й на Ґотланді. З 2005 року Марі Юнґстедт працює вільною письменницею.
Детективні повісті та романи Марі Юнґстедт мали і мають великий успіх, як у Швеції, так і за кордоном. Вони перекладені сімнадцятьма мовами й вийшли у двадцяти країнах світу. 2013 року сумарний наклад видань книжок Марі Юнґстедт сягнув 2,7 мільйона екземплярів. У 2018-му сумарний наклад її книжок, виданих у Швеції, становив п'ять мільйонів.
У 2005 році Сеннет Ніклассон і Марі Юнґстедт заснували фірму Nextpage AB, яка провадить діяльність, пов'язану з видавничою справою, організовує зустрічі письменників і журналістів із громадськістю. Після їх розлучення ця фірма перейшла у власність Марі Юнґстедт. У склад співробітників входять Ребека Марі Юнґстедт і Себастьян Сеннет Юнґстедт.
У 2006—2007 роках у Німеччині Анно Зауль, Томас Рот, Маркус Вайлер, Крістіан Бальтазар і Генрієтта Піпер поставили «Інспектор і море» (нім. Der Kommissar und das Meer) — серію з чотирьох фільмів на основі кримінальних романів Марі Юнґстедт. Цю серію адаптовано для телебачення — телесеріал із 13 епізодів.
Наприкінці 2012 року Марі Юнґстедт познайомилась у Ґран-Канарії з норвезьким письменником Рубеном Еліассеном. Влітку 2014-го вийшла за нього заміж. Цього ж року вийшла їхня написана спільно книжка «Темніше небо». Подружжя проживає у Стокгольмі й на Канарських островах. У 2018-му Марі Юнґстедт придбала помешкання на острові Готланд.

## Твори

### Серія детективів про Кнутаса
- 2003. Den du inte ser. Stockholm: Bonnier. — «Той, кого не бачиш». Libris 8928042. ISBN 91-0-058157-7
- 2004. I denna stilla natt. Stockholm: Bonnier. — «У тиху ніч». Libris 9411260. ISBN 91-0-010439-6
- 2005. Den inre kretsen. Stockholm: Bonnier. — «Внутрішнє коло». Libris 9863928. ISBN 91-0-010698-4
- 2006. Den döende dandyn. Stockholm: Bonnier. — «Денді при смерті». Libris 10136275. ISBN 91-0-011111-2
- 2007. I denna ljuva sommartid. Stockholm: Bonnier. — «У ту милу літню пору». Libris 10415143. ISBN 978-91-0-011333-9
- 2008. Den mörka ängeln. Stockholm: Bonnier. — «Темний ангел». Libris 10660580. ISBN 978-91-0-011821-1
- 2009. Den dubbla tystnaden. Stockholm: Bonnier. — «Подвійна тиша». Libris 11287181. ISBN 978-91-0-012260-7
- 2010. Den farliga leken. Stockholm: Bonnier. — «Небезпечна гра». Libris 11737707. ISBN 978-91-0-012439-7
- 2011. Det fjärde offret. Stockholm: Albert Bonnier. — «Четверта жертва». Libris 12077070. ISBN 978-91-0-012582-0
- 2012. Den sista akten. Stockholm: Bonnier. — «Останній акт». Libris 12504666. ISBN 9789100127671
- 2013. Du går inte ensam. Stockholm: Bonnier. — «Ти йдеш не самотою». Libris 13818359. ISBN 9789100134334
- 2014. Den man älskar. Stockholm: Bonnier. — «Чоловік кохає». Libris 14978798. ISBN 9789100138998
- 2016. Det andra ansiktet. Stockholm: Bonnier — «Інше обличчя»
- 2018. Ett mörker mitt ibland oss.
- 2019. Jag ser dig. Albert Bonniers Förlag. ISBN 978-91-0-017348-7

### Серія детективів «Ґран-Канарія»
- Марі Юнґстедт, Рубен Еліассен. En mörkare himmel («Темніше небо»). — Стокгольм : Видавництво Альберта Бонніра, 2014. — 348 с. — ISBN 9789100142247.
- Det förlovade landet («Земля обітована»), 2017

### Серія детективів «Малага-люкс»
- 2020. Innan molnen kommer. — «Поки не насуне хмара». ISBN 978-91-0-018325-7

### Переклади творів Юнґстедт
Книжки Марі Юнґстедт перекладено вісімнадцятьма мовами.
- Англійською: Велика Британія (6, 2007), США та Канада (4)
- Грецькою
- Данською (6 книжок, 2007 рік)
- Естонською (1, 2013)
- Іспанською (14, 2016)
- Італійською (2, 2011)
- Каталонською (6, 2012)
- Нідерландською (7)
- Німецькою (6)
- Норвезькою (7)
- Польською (13, 2018)
- Португальською: Бразилія (1), Португалія (1, 2010)
- Російською (3, 2011)
- Угорською (1, 2015)
- Українською (1, 2015)
- Фінською (17, 2019)
- Французькою (4, 2007)
- Чеською (6, 2012)

Українською мовою вийшов переклад твору «Det fjärde offret»: Марі Юнґстедт. «Четверта жертва». — К.: Темпора, 2015, 378 стор. ISBN 978-617-569-212-7. Перекладач Олег Король.

## Кіноекранізації
- 2007 — Den du inte ser — «Той, кого ти не бачиш»
- 2007 — I denna stilla natt — «Цієї тихої ночі»
- 2007 — Den inre kretsen — «Внутрішнє коло»
- 2007 — I denna ljuva sommartid — «У цей світлий літній час»

## Нагороди і відзнаки
- 2007 Кишеньково-книжкова премія (золото) за книжку «Внутрішнє коло»
- 2008 Кишеньково-книжкова премія (золото) за книжку «Денді при смерті»
- 2009 Премія Спілки працівників комунального господарства Швеції
- 2010 Кишеньково-книжкова премія (платина) за книжки «Темний ангел» і «Подвійна тиша»